# Áros Károly
Áros Károly (Nagymoha, 1940. szeptember 27. – Marosvásárhely, 2015. május 2.) magyar sportújságíró.

## Életútja
Középiskolát Székelykeresztúron és Brassóban végzett, román-magyar szakos hallgató volt a Babeș–Bolyai Tudományegyetemen. 1966-tól Kézdiszentléleken tanított, 1968-tól a Megyei Tükör újságírója Sepsiszentgyörgyön. Első cikkét (Emil Isacról) a brassói Új Idő közölte 1966-ban. Az Előre, Ifjúmunkás, Hargita, Sportul munkatársa. A müncheni olimpiáról helyszíni tudósítást adott (1972), Gyógyítás tornával című cikkét a TETT közölte (1978).
Az 1989-es fordulat után a sepsiszentgyörgyi Háromszék független napilap munkatársaként működött, haláláig a lap szerkesztőbizottságának tagja volt.
2015. május 2-án a sepsiszentgyörgyi Szent György Napok megnyitó ünnepsége előtt, a Veszprém–Sepsiszentgyörgy stafétáról tudósítva, egy mentőautó elgázolta. A marosvásárhelyi kórházba szállítás után meghalt.

## Köteteiből
- Labdarúgó tavasz (Sepsiszentgyörgy, 1980)
- Sportjátékok könyve; Kriterion, Bukarest, 1980 (Kriterion kiskalauz)
- Montevideótól Madridig. Labdarúgó-világbajnokságok; Sepsiszentgyörgyi Munkás Sportklub–Megyei Tükör, Sepsiszentgyörgy, 1982
- Montevideótól Párizsig. 15 futball VB története; Trisedes Press, Sepsiszentgyörgy, 1998
- Erdélyi magyar sportolók az olimpiákon; Szabó Károly, Szentendre, 2002
- Hajrá, Textil!; ARTprinter, Sfântu-Gheorghe, 2015
- Háromszékiek a sportvilágban; Tinta, Árkos, 2016

## Díjak, elismerések
- MOB-médiadíj (2000)[5]
- MOB-médiadíj (nívódíj) posztumusz (2016)[6]